# Percée Centrale
La Percée Centrale est une opération d'architecture et d'urbanisation d'envergure, menée dans le quartier Saint-Nicolas du Mans entre 1966 et 1980.

## Histoire
L'opération Percée Centrale est menée dans le quartier Saint-Nicolas du Mans entre 1966 et 1980. 
Elle a permis de réorganiser entièrement le quartier et de rallier directement la place des Jacobins à la Gare Nord et la place de la République à la route de Paris via l'avenue Bollée.
Cette opération d 'urbanisme est projetée dès 1963. Il s'agit d'améliorer l'accessibilité du centre de la ville et de le densifier grâce à de l'habitat vertical, en y réinstallant des activités et des habitants. Elle transforme une partie du centre-ville, en remplaçant des rues sinueuses au bâti plus ou moins dégradé des XVIIIe et XIXe siècles par des axes rectilignes, dont une avenue à quatre voies, à l'architecture en hauteur, fonctionnaliste, en béton. 
L'opération est menée avec l'approbation des habitants, qui y voient un progrès et malgré l'opposition, à cause de la hauteur des nouvelles constructions, des architectes des bâtiments de France.
Le résultat est ensuite jugé décevant parce que le nouvel espace est peu accueillant pour les piétons et parce que l'animation du nouveau centre commercial « Maine 2000 » est faible. Seuls les salles de cinéma et le café attirent le public. Un autre centre commercial implanté en sous-sol de la Place de la République connaît un échec avant d'être reconverti en lieu d'hébergement des transports publics urbains.